# Nils Källoff
Nils Källoff, född 29 juli 1912 i Stockholm, död 5 november 1998 i Vejbystrand, Barkåkra församling, Kristianstads län, var en svensk jurist som var lagman i Trollhättans tingsrätt från 1971 till 1979.
Källoff blev juris kandidat vid Lunds universitet 1936 och genomförde sin tingstjänstgöring 1936–1939. Han var tingsdomare i Askims, Hisings och Sävedals domsaga 1950–1954 och tingsdomare i Askims och Mölndals domsaga 1955–1963. Källoff var häradshövding i Flundre, Väne och Bjärke domsaga 1963–1970 och lagman i Trollhättans tingsrätt 1971–1979. Han var ledamot av Trollhättans kommunstyrelse 1971–1979.  
Källoff var son till stadskamrer Ossian Källoff och hans maka Annie, född Hultgren, samt halvbror till Allan Källoff. Han var från 1951 gift med Barbro, lektor, född Laurell 1929.